# Suzanne U Sur-im
U Sur-im (hangeul : 우술임 ; hanja : 禹述任) puis Suzanne U Sur-im (우술임 수산나) est une laïque chrétienne coréenne, épouse de Sébastien Nam I-gwan, née vers 1802 à Gwangju dans la province du Gyeonggi en Corée, morte en prison le 20 septembre 1846 à Séoul.
Reconnue martyre et béatifiée en 1925 par Pie XI, elle est solennellement canonisée à Séoul par le pape Jean-Paul II le 6 mai 1984 avec les autres martyrs de Corée. 
Sainte Suzanne U Sur-im est fêtée le 20 septembre.

## Biographie
Suzanne U Sur-im naît en 1802 ou 1803 à Gwangju ou Yangju, dans la province du Gyeonggi. Elle est issue d'une famille noble non chrétienne
Elle se marie à l'âge de quinze ans, et épouse un homme d'une famille catholique, qui est originaire de Inch'on, actuellement Incheon. Peu après, elle devient elle aussi catholique.
Pendant les persécutions, elle arrêtée en 1828 et emprisonnée pendant plusieurs semaines. Elle est alors sévèrement torturée. Mais elle est ensuite libérée parce qu'elle est enceinte, et elle peut rentrer chez elle. Les blessures qu'elle a reçues pendant les séances de torture la font beaucoup souffrir pendant le reste de sa vie.
Son mari meurt en 1841. Elle part alors pour Séoul et y travaille comme servante pour diverses familles. Elle devient une amie intime de Catherine Yi, future martyre. Elle prie beaucoup et veut volontairement faire un travail de domestique pour l'amour de Dieu. Elle dit parfois que la seule chose qu'elle regrette est d'avoir raté l'occasion du martyre.
Elle est arrêtée le 10 juillet 1846 avec Thérèse Kim, Agathe Yi et Catherine Chong au nouveau domicile de Charles Hyon. Elles sont emprisonnées pendant plus de deux mois et subissent de nombreuses tortures. Suzanne U Sur-im meurt dans sa prison à Séoul le 20 septembre 1846 à 44 ans. Selon les documents et informations gouvernementales, elle est morte d'avoir été battue jusqu'à la mort, en même temps que six autres catholiques ; elle a peut-être été étranglée.

## Canonisation
Suzanne U Sur-im est reconnue martyre par décret du Saint-Siège le 9 mai 1925 et ainsi proclamée vénérable. Elle est béatifiée (proclamée bienheureuse) le 5 juillet suivant par le pape Pie XI.
Elle est canonisée (proclamée sainte) par le pape Jean-Paul II le 6 mai 1984 à Séoul en même temps que les autres martyrs de Corée. 
Sainte Suzanne U Sur-im est fêtée le 20 septembre, qui est à la fois la date anniversaire de sa mort et la date commune de célébration des martyrs de Corée.